# شمم الحسن
شمم الحسن ممثل عراقي ولد في بغداد، في 21 أغسطس، يعيش في مصر حاليا.

## حياته
أكمل شمم الحسن تعليمه في مدينة الحلة مركز محافظة بابل ثم انتقل إلى بغداد لدراسة المسرح في أكاديمية الفنون الجميلة بجامعة بغداد، في العام 2003 إنتقل للعيش في دمشق حتى العام 2013 ثم عاد إلى بغداد لينتقل بعدها إلى القاهرة في العام 2016. فنيا فقد عمل في عدة مجالات فنية منها: عروض الازياء والرقص التعبيري في دار الأزياء العراقية، إخراج برامج الأطفال في التلفزيون العراقي، إخراج البرامج الوثائقية واعدادها، اشتغل في التمثيل المسرحي منذ التحاقه في الجامعة في العام 1996. بعد عدة أعمال تلفزيونية عراقية سطع نجمه عراقيا بعد ان اشترك في مسلسل الباشا عام 2008، أما على الصعيد العربي فقد اثبت وجوده في عدة أعمال عربية كان اهمها مسلسل ما ملكت أيمانكم (مسلسل) إخراج نجدة إسماعيل أنزور ومسلسل عمر إخراج حاتم علي، فضلا عن اشتراكه في ثلاثة أفلام سينمائية.

## الأعمال المسرحية
إشتغل شمم الحسن في المسرح منذ العام 1996 كممثل أو مصمم للرقص الدرامي في عدة أعمال أهمها:

### الأعمال المسرحية العراقية
- مسرحية حلم بو حمدان / ممثل / تأليف: جمال أبو حمدان، إخراج: د.عبد المرسل الزيدي
- مسرحية توراندوت / ممثل / تأليف: بروتولد بريشت، إخراج: د. مهند طابور
- مسرحية مكبث القرن العشرين / ممثل / تأليف: وليم شكسبير، إخراج: د.صلاح القصب
- مسرحية طقوس النوم والدم / ممثل / إعداد وإخراج: د.سامي عبد الحميد
- مسرحية أجراس القيامة / ممثل / تأليف وإخراج: جواد الحسب
- مسرحية الأستاذ / ممثل ومساعد مخرج / تأليف: يوجين يونسكو، إخراج: سرمد علاء الدين
- مسرحية حاجز من رماد / ممثل وكيروكراف/ تأليف: منور الخياط، إخراج: سعد العميدي

### الأعمال المسرحية السورية
- مسرحية تنويعات مسرحية / ممثل وراقص / إعداد: جوان جان، إخراج: أيمن زيدان
- مسرحية زنوبيا ملكة تدمر / ممثل وراقص / تأليف: د.رياض عصمت، إخراج: مأمون الخطيب
- مسرحية بسام كوسا / ممثل وراقص / تأليف وإخراج: انس كنعان
- مسرحية رحيل رقم 1 / ممثل / تأليف وإخراج: انس كنعان

## الأعمال السينمائية
- 2004 فيلم 7 كم عن القدس / ممثل / سينمائي ايطالي
- 2013 فيلم أحلام اليقظة / ممثل / عراقي / إخراج صلاح كرم
- 2016 فيلم وراء الغيوم / ممثل / عراقي ألماني / إخراج حسن علي
- 2017 فيلم سوق الجمعة / ممثل / مصري / اخراج سامح عبد العزيز
- 2018 فيلم العنكبوت / ممثل / مصري / اخراج احمد نادر جلال
- 2021 فيلم ليلة العيد / ممثل / مصري / اخراج سامح عبد العزيز (قيد التنفيذ)

## الأعمال التلفزيونية

### الأعمال العراقية والمشتركة
- سكن البنات:2020
- مسلسل حكايات الشيخ رمضان / ممثل / إخراج: أكرم كامل /إنتاج شركة الديار 1996
- مسلسل نوابغ العرب / ممثل / إخراج: أركان جهاد / إنتاج شركة الديار 1997
- مسلسل أشهى الموائد في مدينة القواعد / ممثل / إخراج: عماد عبد الهادي / إنتاج: شركة عشتار 1999
- برنامج لا تؤاخذونا / ممثل / إخراج: عباس علي باهض / إنتاج قناة العراقية 2004
- مسلسل همبله / ممثل ومخرج منفذ / إخراج: احمد هاتف / إنتاج قناة السومرية 2004
- مسلسل سارة خاتون / ممثل / إخراج: صلاح كرم / إنتاج قناة الشرقية 2005
- مسلسل 18 / ممثل / إخراج: عدنان إبراهيم / إنتاج قناة الشرقية 2005
- مسلسل جحيم الفردوس / ممثل ومدير إنتاج / إخراج: جلال كامل / إنتاج قناة السومرية 2007
- مسلسل فوبيا بغداد / ممثل / إخراج: حسن حسني / إنتاج قناة الشرقية 2007
- مسلسل الاختطاف / ممثل / إخراج: سمير حسين / إنتاج قناة السومرية 2007
- مسلسل البقاء على قيد العراق / ممثل / إخراج: أكرم كامل / إنتاج قناة السومرية 2007
- مسلسل الباشا (عراقي سوري مصري)/ ممثل / إخراج: فارس طعمه التميمي / إنتاج قناة الشرقية 2008
- مسلسل غرباء الليل / ممثل / إخراج: جلال كامل / إنتاج قناة السومرية 2009
- مسلسل ورشة الوراد / ممثل / إخراج: علي أبو سيف / إنتاج قناة السومرية 2009
- مسلسل غزالة / ممثل / إخراج: أكرم كامل / إنتاج قناة السومرية 2009
- مسلسل شوك الصحاري (بدوي عراقي سوري أردني) / ممثل / إخراج: أيمن ناصر / إنتاج قناة الرشيد 2009
- مسلسل ذكرى وطن / ممثل / إخراج: ثائر موسى / إنتاج قناة السومرية 2010
- مسلسل هناك حكاية أخرى / ممثل / إخراج: اركان جهاد / إنتاج قناة السومرية 2010
- مسلسل مزنة (بدوي عراقي سوري أردني) / ممثل / إخراج: مازن الكايد عواملة / إنتاج: قناة الرشيد 2010
- مسلسل عش المجانين / ممثل / إخراج: نبيل ع شمس / إنتاج: قناة السومرية 2010
- مسلسل السيدة (عراقي سوري)/ ممثل / إخراج: غزوان بريجان / إنتاج: قناة البغدادية 2010
- مسلسل اخر الملوك (عراقي سوري مصري)/ ممثل / إخراج: حسن حسني / إنتاج: قناة الشرقية 2010
- مسلسل الشيخة (عراقي سوري مشترك) / ممثل / إخراج: سامي جنادي / إنتاج: قناة السومرية 2010
- مسلسل ذاكرة التراب / ممثل / إخراج: فادي سليم / إنتاج: قناة السومرية 2011
- مسلسل طائر الجنوب / ممثل / إخراج: علي أبو سيف / إنتاج: قناة السومرية 2011
- مسلسل أبو طبر / ممثل / إخراج: سامي جنادي / إنتاج: قناة البغدادية 2011
- مسلسل رجال وقضية / ممثل / إخراج: حسن حسني / إنتاج: قناة السومرية 2011
- مسلسل طيور فوق اشرعة الجحيم (عراقي سوري) / ممثل / إخراج: فهد ميري / إنتاج: قناة البغدادية 2011
- مسلسل بقايا حب (عراقي لبناني) / ممثل / إخراج: حسن حسني / إنتاج: قناة السومرية 2012
- مسلسل م م (درامي عراقي) / ممثل / إخراج: حسن حسني / إنتاج: قناة الشرقية 2012
- مسلسل طوفان ثانية (درامي عراقي) ممثل / إخراج: نذير عواد / إنتاج: شبكة الاعلام العراقي 2013
- مسلسل النبي أيوب (درامي عراقي) ممثل / إخراج: اركان جهاد / إنتاج: شبكة الاعلام العراقي 2014
- مسلسل حرائق الرماد (درامي عراقي) ممثل / إخراج: رضا المحمداوي / إنتاج: شبكة الاعلام العراقي 2015

### الأعمال العربية
- مسلسل علماء في جبين الشمس (تأريخي سوري) / ممثل / إخراج: سمير حسين / إنتاج شركة اكشن 2004
- مسلسل أسد الجزيرة (تأريخي كويتي) / ممثل / إخراج: باسل الخطيب / إنتاج شركة عرب 2005
- مسلسل مثل وحكاية (درامي سعودي) / ممثل / إخراج: د. فارس مهدي / إنتاج قناة السعودية الفضائية 2007
- مسلسل سحابة صيف (درامي سوري) / ممثل / إخراج: مروان بركات / إنتاج قناتي ام بي سي وأي ار تي 2009
- مسلسل ما ملكت ايمانكم (درامي سوري) / ممثل / إخراج: نجدت إسماعيل انزور/ إنتاج: مؤسسة انزور للأنتاج الفني 2010
- مسلسل العقاب (تاريخي سوري) / ممثل / إخراج: رشاد كوكش / إنتاج: قناة المنار الفضائية 2011
- مسلسل امل (درامي أردني) / ممثل / إخراج: محمد لطفي / إنتاج: المركز العربي للأنتاج التلفزيوني 2011
- مسلسل عمر (تأريخي عربي) / ممثل / إخراج: حاتم علي / إنتاج: قناة ام بي سي وقناة قطر الفضائية 2012
- مسلسل امام الفقهاء (تأريخي عربي) / ممثل / إخراج: سامي جنادي / إنتاج: شركة موديل ارت برودكشن 2012
- مسلسل باب المراد (تاريخي عربي) ممثل / إخراج: فهد ميري / إنتاج: شركة موديل ارت برودكشن 2014
- مسلسل إختيار إجباري (درامي مصري) ممثل / إخراج: مجدي السميري / إنتاج: شركتي راديو وان واروما 2017
- مسلسل كفر دلهاب (درامي مصري) ممثل / إخراج: احمد نادر جلال / إنتاج: شركة سنيرجي للإنتاج والتوزيع الفني 2017
- مسلسل السهام المارقة (درامي مصري) ممثل / اخراج : محمود كامل / انتاج شركة فيلم كلينك 2018
- مسلسل ابو عمر المصري (درامي مصري) ممثل / اخراج احمد خالد موسى / انتاج شركة تي فيشن 2018
- مسلسل مملكة الغجر (درامي مصري) ممثل / اخراج عبد العزيز حشاد / انتاج شركة ذهب 2019
- مسلسل زودياك (فنتازي مصري) ممثل / اخراج محمود كامل / انتاج شركة فيلم كلينك 2019
- مسلسل قوت القلوب ج1 ج2 (درامي مصري) ممثل / اخراج مجدي ابو عميرة / انتاج شركة سنيرجي 2020
- مسلسل سكن البنات (درامي مصري) ممثل / اخراج محمد النقلي / انتاج شركة ام جي ار 2020
- مسلسل وادي الجن (فنتازي مصري) ممثل / اخراج حسام الجوهري / انتاج فيو 2021
- مسلسل هجمة مرتدة (درامي مصري) ممثل / اخراج احمد علاء / انتاج شركة سنيرجي 2021
- مسلسل اعمل ايه (درامي مصري) ممثل / اخراج احمد عبد الحميد / انتاج سنيرجي 2022شمم الحسن في دور العباس بن عبد المطلب في مسلسل عمر 2012

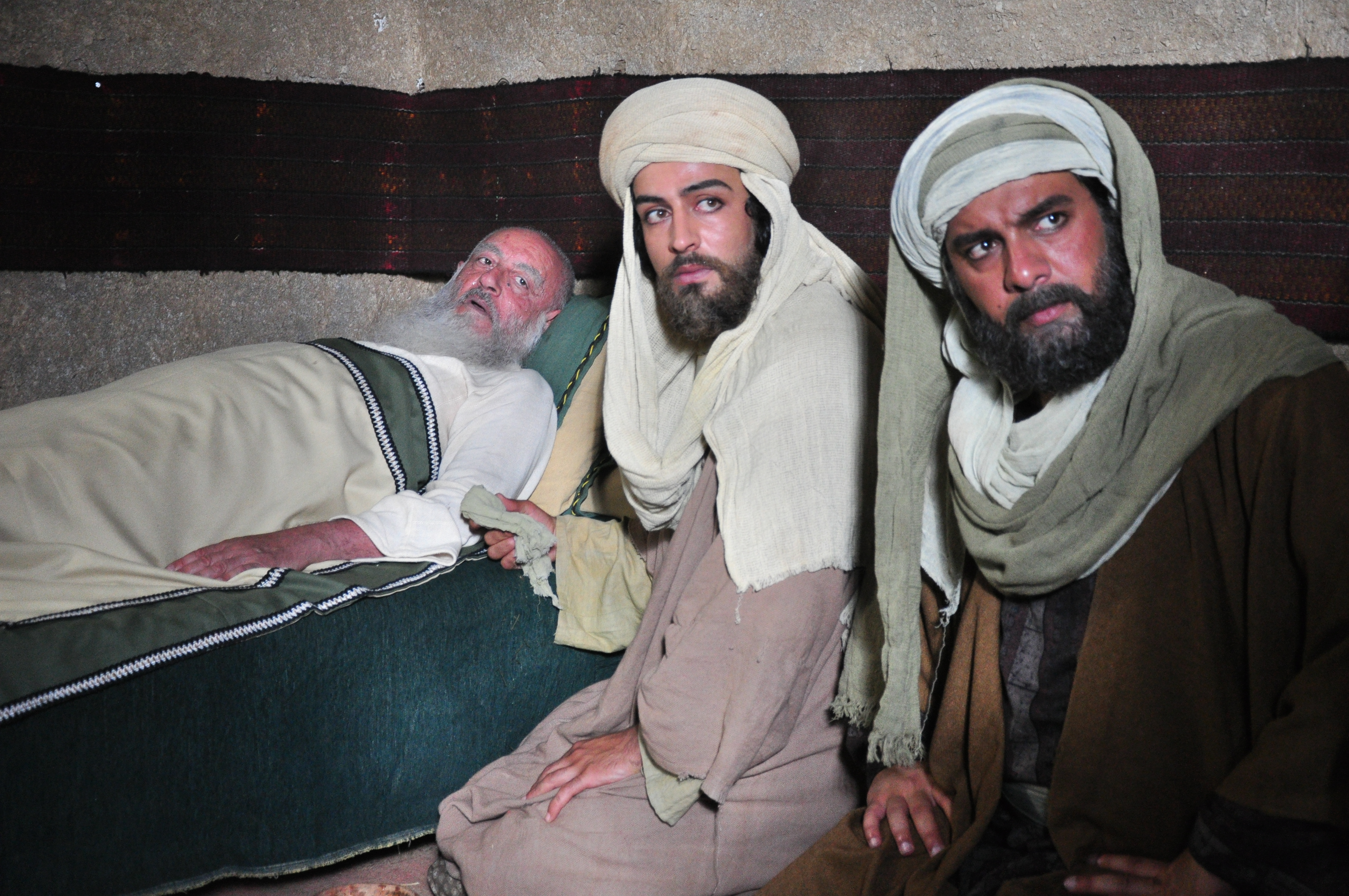
شمم الحسن في دور العباس بن عبد المطلب في مسلسل عمر 2012